# Tramhaus
Tramhaus is een Nederlandse postpunkband uit Rotterdam. De band bestaat uit vijf leden; zanger Lukas Jansen, gitarist Nadya van Osnabrugge, drummer Jim Luijten, bassist Julia Vroegh en gitarist Micha Zaat.

## Geschiedenis
De band werd opgericht in september 2020 en is vernoemd naar een plaatselijke pitazaak. De leden speelden elk in andere bands tot ze tijdens de coronapandemie elkaar vonden en Tramhaus oprichtten. Een jaar later speelde de band op het showcasefestival Eurosonic. 3voor12 tipte de band als een "must-see act" op het festival.
Tramhaus' debuutsingle 'I Don't Sweat' kwam niet veel later uit, op 27 januari 2022.
Later dat jaar volgden meer festivals, zoals Best Kept Secret, Lowlands en Into the Great Wide Open. Op 28 juni verscheen de tweede single 'Make it Happen'. In 2024 werd debuutalbum The First Exit uitgebracht.

## Stijl
De band maakt postpunk. Dansende Beren vergeleek de sound van Tramhaus met die van punkgroep Viagra Boys en de alternatieve-rockband Pixies. Ook 3voor12 plaatste de band in de hoek van Viagra Boys.